# Chromista
Chromista (česky též chromisté) je početná (řádově desítky tisíc druhů) a velmi diverzifikovaná skupina eukaryot, považovaná zpravidla za říši, zahrnující fotosyntetizující i nefotosyntetizující organismy, jednobuněčné i mnohobuněčné organismy, volně i přisedle žijící vodní organismy i obligátní, často vnitrobuněčné parazity.
Do chromist patří všechny řasy, jejichž chloroplasty obsahují chlorofyl A a C (vznikly sekundární endosymbiózou, tedy pohlcením a modifikací buňky ruduchy a proto jsou zpravidla obklopené čtyřmi membránami), a navíc několik skupin, u kterých byl „ruduchový“ plastid buď výrazně přetvořen (např. do apikoplastu) nebo v nich není vůbec obsažen (v mnohých případech byla prokázána jeho druhotná ztráta).
Podle současných (konec r. 2015) představ zahrnuje říše Chromista následující skupiny (taxonomické ranky se v různých přístupech liší, proto jsou uvedeny v závorce):
- (podříše) SAR (synonymum Harosa):
  - (infraříše) Stramenopila (používají se také synonyma Stramenopiles, Heterokontophyta, Heterokonta),
  - (infraříše) Alveolata (zahrnující nálevníky (Ciliophora), výtrusovce (Apicomplexa), obrněnky (Dinoflagellata)),
  - (infraříše) Rhizaria,
- (podříše) Hacrobia
  - (kmen) Haptista
    - Haptophyta, Centrohelida

  - (kmen) Cryptista
    - Skrytěnky (Cryptophyta), Katablepharida, goniomonády, palpitomonády, pikomonády, telonemidi a část slunivek (Endohelea)

Fylogenetické vztahy sice nejsou dosud plně vyjasněny, s vysokou pravděpodobností se ale nejedná o přirozenou skupinu. Spolu s blízce příbuznými rostlinami (Archaeplastida) však pravděpodobně chromisté tvoří monofyletickou eukaryotickou linii Corticata (synonymum Diaphoretickes). Uvnitř chromist je dostatečně prokázána monofyletičnost skupiny/podříše SAR, tj. Stramenopila + Alveolata + Rhizaria.

## Vývoj názorů na vymezení chromist

### Původní vymezení
Termín Chromista v roce 1981 poprvé zavedl a dále aktualizoval Cavalier-Smith pro říši eukaryotických organismů majících jeden nebo oba z následujících znaků:
- „ochmýřený“ přední bičík (na jeho povrchu speciální mastigonemy – tzv. retronemy)
- komplexní plastid získaný sekundární endosymbiózou ruduchy, obalený čtyřmi membránami, přičemž ta vnější splývá s endoplasmatickým retikulem

(vycházel přitom ze starších termínů Chromophyta a Chromobionta, označujících přibližně stejné skupiny).
Původně kmen zahrnoval skupiny:
- Heterokontophyta (později nazývanou Heterokonta, Stramenopiles či Stramenopila),
- Haptophyta,
- Cryptophyta (skrytěnky).

### Chromalveolátní hypotéza
Cavalier-Smith v r. 2002 navrhl do příbuznosti původních chromist řadit Alveolata, tvořená následujícími skupinami:
- Ciliophora (nálevníci),
- Apicomplexa (výtrusovci),
- Dinoflagellata (obrněnky).

Přestože apikoplast výtrusovců nemá vnější membránu spojenu s endoplasmatickým retikulem, plastid obrněnek má pouze 3 obalové membrány a nálevníci plastid nemají, hypotéza předpokládala pro všech 6 skupin společného předka s plastidem jako u původního vymezení chromist. (Tím se liší od jiných říší eukaryot, u kterých se s plastidem získaným sekundární endosymbiózou ruduchy nelze vůbec setkat.) Dalším zkoumáním se zjistila ještě větší diverzita chromistních plastidů, fylogenetické analýzy nukleomorfů i plastidových genů ale potvrzovaly jejich společný původ v ruduchách u společného předka.
Zkoumání genomů hostitelských buněk chromalveolátního plastidu ukázalo příbuznost stramenopilů (nikoli však ostatních skupin původních chromist) a alveolát.
Vedle eukaryotické říše Chromista byl v jiných systémech, nepoužívajících taxonomické ranky, zaveden pro analogickou superskupinu synonymický název Chromalveolata.

### Současné vymezení
Další analýzy (2007) přiřadily dovnitř chromist/chromalveolát i Rhizaria (ještě v r. 2005 považovaná za samostatnou superskupinu vedle chromalveolát), do příbuznosti skrytěnek a haptofytů se pak dnes řadí i Katablepharida, Telonemea a Centrohelida.
Nepodařilo se však prokázat přirozenost takto posílené říše Chromista jako celku. Sice se původně zdálo, že je tvořena dvěma liniemi, dodnes v některých systémech udržovaných jako podříše, a sice SAR (Stramenopiles + Alveolata + Rhizaria) a Hacrobia (Haptophyta + Cryptophyta + Katablepharida + Centrohelida + Telonemea). Zatímco přirozenost SAR je s vysokou věrohodností prokázána, nové analýzy ukazují nepřirozenost hacrobií jako celku. Haptofyta, centrohelidní slunivky a Telonemea by se podle nich odvětvovala na bázi holofyletických SAR, umístění skrytěnek (s plastidem morfologicky podobným haptofytům), katablefarid a pikobilifyt by mělo být na bázi větvě vedoucí k rostlinám. (I toto postavení centrohelidních slunivek je však zatím sporné) Navíc je pravděpodobné, že „analogický“ plastid nebyl získán společným chromalveolátním předkem, ale kaskádou několika endosymbitických událostí, a u některých chromistních skupin může být výsledkem endosymbiózy terciární (apikoplast) či ještě vyššího řádu, naopak některé linie bez plastidu ho nemusely nikdy získat (zatímco podle původní chromalveolátní hypotézy ho musely druhotně ztratit).
Zatímco ve fylogenetických stromech tedy Chromista a Hacrobia mizí, nadále přetrvávají jako taxony v systematice, výhodné i z pedagogických důvodů, dokud nebude skutečná příbuzenská struktura prokázána.
V některých současných systémech proto Chromista nadále tvoří jednu z hlavních eukaryotických říší, zpravidla členěnou na 2 podříše, SAR (Harosa) a Hacrobia.